# Fermiho plyn
Fermiho plyn je kvantový plyn tvořený fermiony.

## Experiment
Při vhodné konfiguraci každý člen skupiny fermionů obsadí právě jeden povolený energetický stav. Nejvyšší obsaditelná hladina se nazývá Fermiho energie a teplota odpovídající této energii se nazývá Fermiho teplota. V praxi to znamená, že volně se pohybující elektrony v krystalové mřížce kovu obsazují diskrétní kvantově dovolené stavy energie a tvoří tak degenerovaný Fermiho plyn tj. jednotlivé částice zaujmou všechny kvantově dovolené stavy energie. Tento plyn experimentálně prokázala v roce 1999 Deborah Jin a její kolegové z NIST/JILA.

## Použitá literatura
- http://natura.baf.cz/natura/2004/3/20040305.html

### České
- Fermiho plyn a Cooperovy páry | Science World.cz|24. srpen 2004
- [nedostupný zdroj] Jádro jako fermionový plyn | ojs.ujf.cas.cz/~wagner/prednasky/
- Model elektronového plynu :: MEF :: Encyklopedie Fyziky | fyzika.jreichl.com › ... › ***Pásová teorie pevných látek

### Cizojazyčné
- Archivováno 4. 4. 2005 na Wayback Machine. Ultracold atoms and Quantum Gases
- BEC Homepage
- Cooper Pairs and the BSC Theory of Superconductivity
- A Teacher`s Guide to Superconductivity for High School Students